# NGC 4503
NGC 4503 (другие обозначения — UGC 7680, MCG 2-32-118, ZWG 70.149, VCC 1412, PGC 41538) — линзообразная галактика (SB0) в созвездии Девы.
В балдже не имеется ящикообразной составляющей. Бар в основном представляет собой бар-линзу.
Этот объект входит в число перечисленных в оригинальной редакции «Нового общего каталога».